# Dar l'Invincible
Série
Dar l’invincible 2 : La Porte du temps
(1991)
Pour plus de détails, voir Fiche technique et Distribution.
Dar l'Invincible ou Le Maître des bêtes (The Beastmaster) est un film américain co-écrit et réalisé par Don Coscarelli, sorti en 1982.
Il s'agit de l'adaptation du roman The Beast Master d'Andre Norton, paru en 1959.

## Synopsis
Dar, fils du roi destiné à détruire le tyran des forces du mal d'après sa prophétesse, est marqué à la naissance avant d'être sacrifié, mais il est sauvé par un homme qui le ramène dans son petit village et l'élève comme son fils. Adulte, son petit village ainsi que sa famille adoptive sont détruits par l'armée du tyran. Seul survivant, il part à l'aventure dans le but de se venger, il devient un combattant qui sur son chemin rencontrera des alliés parmi lesquels des animaux (furets, aigle et tigre noir) avec qui il communique grâce à son don, la télépathie.

## Fiche technique
Sauf indication contraire, les informations mentionnées dans cette section peuvent être confirmées par la base de données cinématographiques IMDb,  présente dans la section « Liens externes ».
- Titre original : The Beastmaster
- Titre français : Dar l'Invincible
- Réalisation : Don Coscarelli
- Scénario : Don Coscarelli et Paul Pepperman, d'après le roman The Beast Master d'Andre Norton (1959)
- Musique : Lee Holdridge
- Décors : Conrad E. Angone
- Costumes : Betty Pecha Madden
- Photographie : John Alcott
- Montage : Roy Watts
- Production : Paul Pepperman
- Production déléguée : Naser el-Attasy et Sylvio Tabet
- Budget : 8 000 000 de dollars (estimation)[réf. nécessaire]
- Pays de production :  États-Unis
- Format : couleur - 1,85:1 - Dolby
- Genre : action, fantastique
- Durée : 118 minutes
- Dates de sortie :
  - États-Unis : 16 août 1982 (sortie limitée) ; 20 août 1982 (sortie nationale)
  - France : 27 avril 1983

## Distribution
- Marc Singer (VF : Richard Darbois) : Dar
- Billy Jayne : Dar, jeune
- Tanya Roberts (VF : Céline Monsarrat) : Kiri
- Rip Torn (VF : Pierre Hatet) : Maax
- John Amos (VF : Mario Santini) : Seth
- Joshua Milrad : Tal
- Ralph Strait (en) : Sacco

## Accueil
Le film a connu un succès commercial modéré, rapportant environ 14 056 000 de dollars au box-office en Amérique du Nord pour un budget de 8 millions de dollars.
En France, il a réalisé 911 857 entrées.
Il a reçu un accueil critique plutôt défavorable, recueillant 42 % de critiques positives, avec une note moyenne de 5/10 et sur la base de 12 critiques collectées, sur le site agrégateur de critiques Rotten Tomatoes.

## Autour du film
- Deux suites ont été tournées : Dar l’invincible 2 : La Porte du temps (Beastmaster 2: Through the Portal of Time) en 1991 réalisé par Sylvio Tabet (en) et Dar l'Invincible 3 : L'Œil de Braxus (Beastmaster: The Eye of Braxus) en 1996 par Gabrielle Beaumont.
- Une adaptation en série télévisée : BeastMaster, le dernier des survivants (1999-2002).